# 强伯勤
强伯勤（1939年9月11日—），出生于上海，中国分子生物学家。

## 生平
1939年出生于上海，1962年毕业于上海第二医科大学医疗系。中国协和医科大学生物化学与分子生物学系主任、教授，中国医学科学院基础医学研究所研究员。曾任中国医学科学院副院长、协和医大副校长。1991年当选为中国科学院院士

## 博士生
- 韩春雨